# Гейша
Гейша (на японски 芸者, В превод думата гейша означава артистична личност (gei – изкуство и sha – личност), „обучен в изкуствата“ танци, пеене, музика, етикет и др.). Гейшите са традиционни професионални японски артистки-танцьорки, които забавляват чрез различни умения. В региона Кансай след периода на Реставрацията Мейджи, също се използват наименованията гейко (芸妓) и за чиракуваща гейша – майко (舞妓). През 18 век и 19 век гейшите са били особено популярни, срещат се и в наши дни, въпреки че броят им е намалял.
Гейшата (Гейко) професионално забавлява гостите по време на банкети и в чайните, където традиционно мъжете отпочиват и правят своите бизнес срещи. Тя е ликът и гаранцията за престижа. Задачата ѝ е отговорна – да създаде атмосфера на спокойствие и уют, за да се отпуснат гостите и да се забавляват. Погрешно е твърдението, че гейшата е проститутка. Основното умение на гейко е, че знае колко мъжът обича жената да властва над сетивата му с нежна сила, която е по-мощна от секса. Докато мъжът се храни, гейшата стои на колене до него, за да му сервира саке с деликатеси и упражнява брилянтното изкуство на разговора.

## История
Първоначално гейшите са били предимно мъже. Докато професионалните куртизанки предлагат сексуално забавление, то гейшите използват уменията си да забавляват, използвайки традиционните японски изкуства – музика, танци и разказване на истории. С времето са се предпочитали артистичните умения на мъжете и жените гейша, вместо на високо поставените куртизанки. Постепенно мъжете гейша (също познати като хокан) изчезват и названието гейша се е използвало само за жена гейша, както се използва и сега.
Гейшата започва обучението си, докато е съвсем малка. Тогава тя се нарича майко, в превод майко означава „танцуващо дете“ (mai-танц и ko-дете). Обучението на майко отнема 5 години, през което време тя учи традиционни японски изкуства и етикет. Да стане майко – чиракуваща гейша ученичка, е било стремеж на много японски момичета. Тази, която намери куража да стане майко, отива да живее в общежитие, наречено окия, с окаа-сан, което означава майка – притежателката на окия, намиращо се в Ханамачи.
По време на детството си начинаещата гейша работи като домашна прислужница или помощница на вече опитна гейша и така получава обучението си. Животът ѝ става труден. Сутрин тя става в ранните часове и ляга късно нощем. Тя се учи да пее, да танцува и да свири на традиционния японски струнен инструмент шамисен, наподобяващ китара. Майко трябва да изучи различните традиционни японски изкуства, чайната церемония и икебана, както и тънкото умение да води разговор. След такова трудно и дълго обучение един ден, ако майка-сан реши, че кандидатката вече е готова, идва мечтаният момент тя да бъде обявена за гейша. Вече може да започне да носи специалните кимона, да се гримира с блестяща бяла пудра и да рисува кърваво червени устни и да си прави сложна фризура.
Вратът отзад винаги се остава в естествения цвят, защото това се счита за най-еротичното място в женското тяло. Очите се гримират в черно и червено – „Очите са вратата към душата на човека и затова трябва да са най-красиви“.
Цялото облекло на гейшата тежи около 2 – 3 кг. Перуката и аксесоарите по нея също са около 2 кг.
Дървените сандали на гейшата се наричат окобо.

## Гейша в наши дни
Модерната гейша продължава да живее в традиционната гейша къща наричана okiya или hanamachi (в превод град на цветята), най-вече докато трае обучението ѝ, но много от опитните гейши предпочитат да живеят в жилищата си. Младите жени, които искат да станат гейши в наши дни, завършват първо основното си образование, някои дори гимназия или университет. Гейшите все още изучават традиционните японски инструменти – шамисен, шакухачи, както и традиционни песни, класически японски танц, чайна церемония, икебана, литература и поезия. Чрез наблюдаване на други гейши и чрез помощта на собственичката на окията, гейшата се научава да се облича с традиционното облекло кимоно, а също така и как да се държи с клиентите.
Киото е градът, в които гейша традициите са все още много силни.
Професията на гейшите станала толкова популярна, че през 30-те години на 20 век броят им достига 80 000. По време на войната и след нея броят им рязко спада поради тежката икономическа криза. Днес гейшите в Япония са само няколко хиляди и то най-вече в Киото, където е и най-престижното училище за гейши.
Гейшата посвещява живота си на тази трудна професия, която изисква да се достигне умението да бъде дискретна и толерантна, перфектна като събеседник, танцьорка, музикантка и добър познавач на литературата. Гейшата изящно танцува традиционните японски танци, свири на японската класическа триструнна китара шамисен, с много емоционален заряд представя тайнството на чайната церемония.
Все пак посетителите на Киото все още могат да видят някоя гейша или майко, отиващи на уговорена среща. Гейшите са канени на партита и събирания предимно в чайна къща (茶屋 чайя), или в традиционни японски ресторанти. Тяхното време се измерва с времето, в което изгаря една ароматна пръчица senkōdai (線香代, „една пръчица време“).

## Гейши от не-японски произход
От 1970-та година, жени от други народи също започват да практикуват гейша културата. Лиза Далби, американска гражданка, работи за кратко с гейши в квартал Понтохо, в Киото, като част от докторското си изследване, въпреки че не дебютира официално като гейша.
| Други чужденки също, които са преминали през гейша обучение и са практикували това изкуство са: |
| |
| Фукутаро – (Изабела), румънка, работила в квартала Изу-Нагаока в префектура Шизуока. Тя започва своето чиракуване през април 2010 г. и дебютира година по-късно през 2011 г. |
| |
| Ибу – (Ева), гейша от украински произход, работеща в квартал Анжо в префектура Айчи. Ибу за пръв път се интересува да бъде гейша през 2000 г., след като посещава Япония за една година, за да учи традиционни танци, и се завръща 7 години по-късно, за да стане гейша. Ibu дебютира като член на Ichikoma okiya на 5 октомври 2010 г., и все още работи като гейша от началото на 2012 г., въпреки че беше докладвано като пенсионирана през 2016 г. |
| |
| Юри – (Мария), перуанска гейша, работеща в курортния град Югавара в префектура Канагава. |
| |
| Кимичо – (Сидни Стивънс), американка, работила като гейша в квартал Шинагава в Токио. Стивънс дебютира през август 2015 г., но напусна професията през 2017 г. по лични причини. |
| |
| Ринка – (Джан Сюе), китайски гражданка от Шенян, която става гейша в Шимода в префектура Шизуока през септември 2011 г. |
| |
| Саюки – (Фиона Греъм), австралийска стажантка за гейши, която дебютира в окръг Асакуса в Токио през 2007 г. като първата регистрирана чуждестранна гейша в Япония. През февруари 2011 г. тя напуска асоциацията на гейша Асакуса и възстановява къща за гейши в историческия гейша квартал – Фукагава. |

## Литературни произведения и филми
- „Мемоарите на една гейша“, роман на Артър Голдън „Обсидиан“ София, 2006 ISBN 954-769-114-7
- Мемоарите на една гейша (филм), САЩ, 2005, Режисьор Роб Маршал
- Aihara, Kyoko. Geisha: A Living Tradition. London: Carlton Books, 2000. ISBN 1-85868-937-6, ISBN 1-85868-970-8.
- Ariyoshi Sawako, The Twilight Years. Translated by Mildred Tahara. New York: Kodansha America, 1987.
- Burns, Stanley B., and Elizabeth A. Burns. Geisha: A Photographic History, 1872 – 1912. Brooklyn, N.Y.: powerHouse Books, 2006. ISBN 1-57687-336-6.
- Downer, Lesley. Women of the Pleasure Quarters: The Secret History of the Geisha. New York: Broadway Books, 2001. ISBN 0-7679-0489-3, ISBN 0-7679-0490-7.
- Foreman, Kelly. „The Gei of Geisha. Music, Identity, and Meaning.“ London: Ashgate Press, 2008.
- Ishihara, Tetsuo. Peter MacIntosh, trans. Nihongami no Sekai: Maiko no kamigata (The World of Traditional Japanese Hairstyles: Hairstyles of the Maiko). Kyōtō: Dōhōsha Shuppan, 1993. ISBN 4-8104-1294-6.
- Iwasaki, Mineko, with Rande Brown. Geisha, A Life (also known as Geisha of Gion). New York: Atria Books, 2002. ISBN 0-7434-4432-9, ISBN 0-7567-8161-2; ISBN 0-7434-3059-X.
- Scott, A.C. The Flower and Willow World; The Story of the Geisha. New York: Orion Press, 1960.